# Gamestorming
Il gamestorming è un insieme di pratiche per facilitare l'innovazione nel mondo degli affari. Un facilitatore guida un gruppo verso un obiettivo attraverso un gioco, un'attività strutturata che offre spazio per pensare liberamente, anche in modo ludico e divertente.
La stessa parola gamestorming, in quanto neologismo, è un portmanteau che suggerisce l'utilizzo di giochi per il brainstorming.
Un gioco può essere pensato come un'alternativa al normale incontro di lavoro. La maggior parte dei giochi coinvolge da 3 a 20 persone e dura da 15 minuti a un'ora e mezza. Lo strumento ludico sospende alcuni dei soliti protocolli della tradizionale vita aziendale e li sostituisce con una nuova serie di regole per l'interazione. I giochi possono richiedere l'utilizzo di alcuni oggetti come foglietti adesivi, carta per poster, pennarelli, immagini casuali da riviste o oggetti che stimolano la mente. Le abilità di gamestorming includono fare domande (aprire, navigare, esaminare, sperimentare, chiudere), strutturare grandi diagrammi, abbozzare idee, fondere parole e immagini in un linguaggio visivo e, soprattutto, improvvisare per scegliere e condurre un gioco adatto agli scopi funzionali o inventarne uno nuovo.
Nel 2021 è stata pubblicata da Flacowski la traduzione italiana curata da Laborplay, spin-off dell'Università degli Studi di Firenze.

## Origini dei giochi
La cultura del gamestorming ha avuto origine negli anni '70 nella Silicon Valley. Alcuni dei giochi hanno radici precedenti, ad esempio Button è ispirato alla tradizione dei Talking Stick dei nativi americani e Show and Tell è conosciuto negli Stati Uniti fin dalla scuola elementare.